# Snuff (gruppo musicale)
Gli Snuff sono un gruppo punk rock inglese, formatosi nel 1986.

## Formazione

### Formazione attuale
- Duncan Redmonds
- Loz Wong
- Lee Batsford
- Dave Redmonds
- Lee Murphy

### Ex componenti
- Simon Wells
- Andy Crighton

## Discografia

### Album
| Titolo | Data di pubblicazione | Etichetta        |
| --- | --------------------- | ---------------- |
| Snuff Said | 1989                  | Fat Wreck Chords |
| Reach | 1995                  | K                |
| Demmamussabebonk | 1996                  | Fat Wreck Chords |
| Potatoes and Melons at Wholesale Prices Straight from the Lockup                                                          | 1997                  | Fat Wreck Chords |
| Tweet Tweet My Lovely | 1998                  | Fat Wreck Chords |
| Numb Nuts | 2000                  | Fat Wreck Chords |
| Blue Gravy: Phase 9 Dub Versions                                                                                          | 2001                  | Weatherbox       |
| Disposable Income | 2003                  | Union Local 2112 |
| Greasy Hair Makes Money                                                                                                   | 2004                  |                  |
| 5-4-3-2-1-Perhaps? | 2012                  |                  |
| There's A Lot Of It About                                                                                                 | 2019                  |                  |
| Crepuscolo dorato della bruschetta borsetta calzetta cacchetta trombetta lambretta giallo ossido, ooooooh cosi magnifico! | 2022                  |                  |

### EP
| Titolo                               | Data di pubblicazione | Etichetta             |
| ------------------------------------ | --------------------- | --------------------- |
| Flibbiddydibbiddydob                 | 1990                  | Fat Wreck Chords      |
| 1990 Tour Flexi                      | 1990                  | Rugger Bugger Records |
| That's Fine                          | 1991                  | K                     |
| Long Ball to No One                  | 1991                  | Fat Wreck Chords      |
| 100% Recyclable Punk                 | 1995                  | Rugger Bugger Records |
| Do Do Do EP                          | 1996                  | Deceptive             |
| Flibbiddydibbiddydob seconda release | 1996                  | Fat Wreck Chords      |
| Yuki                                 | 1998                  | Deceptive             |
| In the Fishtank                      | 1999                  |                       |
| Not Listening                        | 1999                  | Workers Playtime      |
| Australian Tour EP                   | 1999                  | Invisible             |
| Down By Yurr                         | 2000                  | Deceptive             |
| What's in the Pasties                | 2000                  | Play                  |
| Sweet Days                           | 2000                  | Deceptive             |
| Blue Gravy: Phase 9                  | 2001                  | Fat Wreck Chords      |
| Innafayce                            | 2003                  |                       |
| Chocs Away                           | 2003                  | Golf                  |
| Gandara and Friends                  |                       |                       |
| Nick Motown                          | 1998                  | Deceptive             |
| Oishe Deh                            |                       |                       |
| Cubical                              |                       |                       |
| Christmas Single                     |                       |                       |
| VS Urban Dub                         |                       |                       |
| A Lover's Concerto                   |                       |                       |

### Compilation
| Titolo                                           | Data di pubblicazione | Etichetta        |
| ------------------------------------------------ | --------------------- | ---------------- |
| Six of One, Half a Dozen of the Other: 1986-2002 | 2005                  | Fat Wreck Chords |

### Live
| Titolo                               | Data di pubblicazione | Etichetta     |
| ------------------------------------ | --------------------- | ------------- |
| Kilburn National 27·11·90            | 1995                  | Vinyl Records |
| Caught in Session                    | 1997                  | Vinyl Records |
| Kilburn National / Caught in Session | 2003                  |               |